# سس آلو

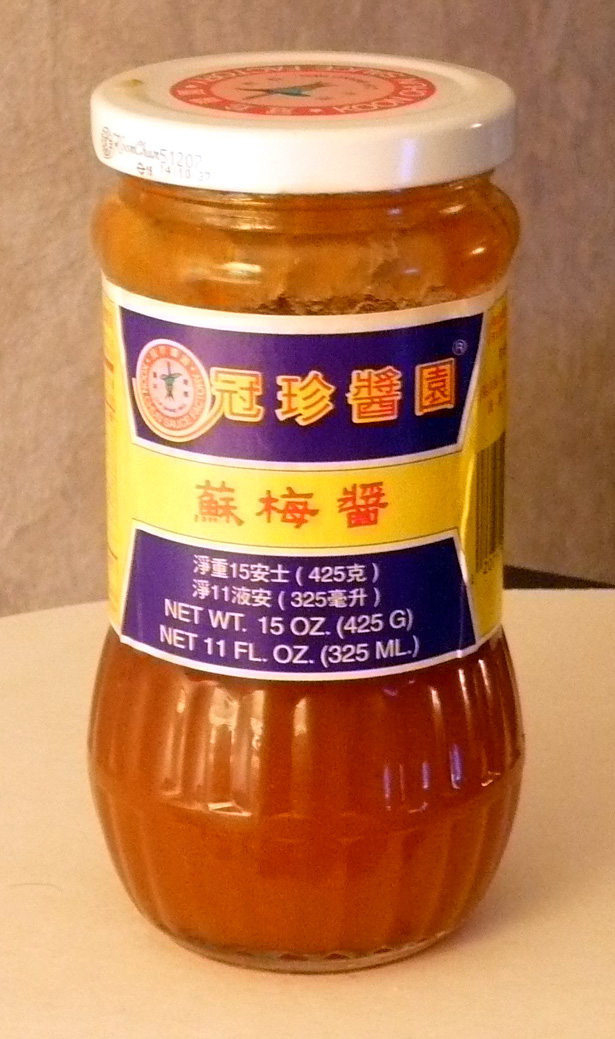

سس آلو (به انگلیسی: Plum sauce)  که به آن سس اردک نیز گفته می‌شود نوعی سس غلیظ با طعم ترش و شیرین است است که از آلو، زردآلو، شکر و ادویه‌جات تهیه می‌شود. این سس غالباً با غذاهای تهیه شده از گوشت اردک، خوک یا گوشت دندهٔ خوک سرو می‌گردد.